# دراگو ووکوویچ
دراگو ووکوویچ (انگلیسی: Drago Vuković؛ زادهٔ ۳ اوت ۱۹۸۳) بازیکن هندبال اهل کرواسی بود.